# Centre Suisse d’Electronique et de Microtechnique
Das CSEM SA ist ein Schweizer Forschungs- und Entwicklungszentrum, das in den Bereichen Mikrofertigung, Digitalisierung und erneuerbare Energien tätig ist. Neben dem Hauptsitz in Neuenburg hat das CSEM weitere Standorte in Allschwil, Alpnach, Bern, Landquart und Zürich.

## Geschichte
Die Geschichte des CSEM begann Anfang der 1980er Jahre. Damals hatte die Schweizerische Eidgenossenschaft Pläne entwickelt, nachdem im Bundesrat Sorgen laut geworden waren, die Schweiz könnte gegenüber ihren Nachbarländern bei den neuen Technologien ins Hintertreffen geraten. Um diesem Trend entgegenzuwirken, förderte der Rat energisch die Gründung eines privaten Forschungs- und Entwicklungszentrums in Neuenburg.

### Geografische Entwicklung
Im Laufe der Jahre hat CSEM mehrere Forschungszentren gegründet.
- 1997 – Standort Zürich (Mikrooptik)[6]
- 2001 – Standort Alpnach (Mikrorobotik)[7]
- 2007 – Neuenburger Observatorium[8][9]
- 2007 – Standort Landquart (Nanomedizin)[10]
- 2022 – Standort Allschwil, zuvor 2011 in Muttenz (Life sciences)[11]
- 2022 – Standort Bern (Digitalisierung im Gesundheitswesen)[12][13]

### Generaldirektoren
| 1984–1990 |  | Max Forrer († 2019)        |
| 1990–1997 |  | Peter Pfluger              |
| 1997–2009 |  | Thomas Hinderling († 2011) |
| 2009–2021 |  | Mario El-Khoury            |

Seit März 2021 ist Alexandre Pauchard der Geschäftsführer des CSEM.

## Aktivitäten
CSEM widmet sich sowohl der angewandten als auch der von der Industrie in Auftrag gegebenen Forschung und Entwicklung in den Bereichen Integration und Verfahrenstechnik.

## Auszeichnungen und Anerkennungen
- EARTO-Innovationspreisee 2020 (2. Preis)[17] und 2021 (3. Preis in der Kategorie "Delivered Impact")[18].
- 2017 Prix Hermès de l’innovation[19][20]
- 2016 Innovationspreis der CCIFS (Handelskammer Frankreich-Schweiz) f.[21]